# シニスターミニスター (競走馬)
シニスターミニスター （Sinister Minister, 2003年3月29日 - ） は、アメリカ合衆国で生産・調教された競走馬。主な勝ち鞍は2006年のブルーグラスステークス。引退後、日本へ種牡馬として輸出された。

## 競走馬時代
2005年12月にデビュー。2006年1月の2戦目で2着に8馬身差をつけて圧勝し、初勝利を挙げた。GI初挑戦となったブルーグラスステークスでは2着に史上3番目となる12馬身4分の3の差をつけて圧勝した。続くケンタッキーダービーでは上位人気に支持されたが、16着と大敗。その後４歳時は主にクレーミングレース（出走馬が売りに出されている競走）を走ったが、1勝も勝ち星を挙げることができず、13戦2勝の成績を残し引退した。

## 種牡馬時代
引退後は種牡馬となり、150万ドル(約1億7300万円)で日高の生産者グループによって購入され、日本へと輸出された。繋養先はアロースタッド。初年度の種付け料は150万円。エーピーインディ産駒としては地味な存在だった父オールドトリエステという血統と、ブルーグラスステークス後の成績が振るわなかったことが購入金額や種付け料の安さとなった理由だが、オールドトリエステは数少ない産駒からマルターズヒート（GⅢフェアリーS）やトーヨーエーピー（芙蓉S）を出しており、日本競馬への適性は示していた。シニスターミニスター自身の産駒は2011年にデビュー。7月23日の新馬戦でリプレイスインディが勝ち、産駒のJRA初勝利。2013年のレパードステークスをインカンテーションが勝ち、JRA重賞初勝利を挙げた。しかしながら、シニスターミニスターが輸入された2年後に同系統かつ実績で上回るパイロが輸入され人気を奪われる形になり、当初150万円だった種付け料が2013年には50万円まで下がってしまった。それでも産駒たちの成績が上昇するにつれ、2018年には200万円、2021年には250万円となり、GIチャンピオンズC勝ちのテーオーケインズの活躍もあり2022年には350万円と上昇の一途をたどる。そして、2023年にはパイロの400万円を上回る500万円、2024年には700万円、2025年には800万円となった。この価格は3年連続で中央ダートのリーディングを獲得中のヘニーヒューズと肩を並べる金額となる。なお、この年初めて地方競馬のリーディングサイアーとなった。
産駒は総じてダートを得意とし、短距離から中距離まで幅広くこなす。

### 主な産駒

#### グレード制重賞優勝馬
太字はGI級競走、*は地方重賞を示す
- 2010年産
  - インカンテーション（レパードステークス、みやこステークス、平安ステークス、マーチステークス、白山大賞典、武蔵野ステークス）[7]
- 2011年産
  - キングズガード（プロキオンステークス）[8]
- 2013年産
  - マイネルバサラ（浦和記念）[9]
- 2014年産
  - ヤマニンアンプリメ（北海道スプリントカップ、クラスターカップ、JBCレディスクラシック）[10]
- 2015年産
  - ハヤブサマカオー（兵庫ジュニアグランプリ）[11]
  - ゴールドクイーン（葵ステークス、かきつばた記念）[12]
- 2017年産
  - テーオーケインズ（アンタレスステークス、帝王賞、チャンピオンズカップ、平安ステークス、JBCクラシック）[13]
  - コーラルツッキー（エーデルワイス賞、*フルールカップ、*ノースクイーンカップ）
- 2018年産
  - ラッキードリーム（JBC2歳優駿、*サッポロクラシックカップ、*北斗盃、*北海優駿、*王冠賞、*姫山菊花賞、*園田金盃、*兵庫大賞典、*イヌワシ賞、*白鷺賞、*六甲盃）[14]
- 2019年産
  - ドライスタウト（全日本2歳優駿、テレ玉杯オーバルスプリント、武蔵野ステークス）[15]
  - キングズソード（JBCクラシック、帝王賞）[16]
  - グランブリッジ（関東オークス、ブリーダーズゴールドカップ、TCK女王盃、エンプレス杯、レディスプレリュード）[17]
- 2020年産
  - ミックファイア（*羽田盃、*東京ダービー、ジャパンダートダービー、*ダービーグランプリ）[18]
  - ライオットガール（レパードステークス、クイーン賞、兵庫女王盃）

#### 地方重賞優勝馬
- 2009年産
  - グランヴァン（エトワール賞）[19]
  - リプレイスインディ（サマーカップ）[20]
- 2010年産
  - ロックハンドパワー（若駒賞、寒菊賞、スプリングカップ）[21]
  - コスタアレグレ（黒潮マイルチャンピオンシップ、福永洋一記念）[22]
- 2012年産
  - フラットライナーズ（習志野きらっとスプリント、船橋記念）[23]
  - ライブザドリーム（サラブレッド大賞典）[24]
- 2013年産
  - ディーズプリモ（東京湾カップ）[25]
  - ハイジャ（ゴールドジュニア、名古屋でら馬スプリント）[26]
  - キニナルーイ（ライデンリーダー記念）[27]
  - ケイマ（トレノ賞、建依別賞、珊瑚冠賞、ゴールド争覇、笠松グランプリ）[28]
- 2014年産
  - ミトノリバー（ゴールドウィング賞）[29]
  - ビターレ（尾張名古屋杯）[30]
- 2015年産
  - サムライドライブ（ゴールドウィング賞、湾岸ニュースターカップ、新春ペガサスカップ、梅桜賞、スプリングカップ、中京ペガスターカップ、駿蹄賞、秋の鞍、マイル争覇）[31]
  - ビップレイジング（新緑賞、東海ダービー）[32]
  - サンエイキャピタル（不来方賞、ウイナーカップ）[33]
  - ハッピーハッピー（佐賀ヴィーナスカップ）[34]
  - ワークアンドラブ（マイルグランプリ 、サンタアニタトロフィー）[35]
  - ナリタミニスター（金沢スプリントカップ、園田チャレンジカップ、ゴールド争覇、兵庫ウインターカップ）
  - ファストフラッシュ（金沢スプリングカップ2回、サマーカップ）
  - グローリーグローリ（赤松杯、あすなろ賞）[36]
- 2016年産
  - チャービル（のじぎく賞）[37]
  - イージーナウ（ブロッサムカップ）[38]
  - グランデラムジー（珊瑚冠賞）[39]
  - サンロアノーク（白銀争覇）
- 2017年産
  - グリントビート（星雲賞）
  - タイガーインディ（兵庫ウインターカップ、兵庫大賞典、オグリキャップ記念）
- 2018年産
  - アルティマソウル（佐賀ユースカップ）
  - ノーブルシルエット（ビューチフルドリーマーカップ）
  - バリチューロ（ゴールド争覇）
- 2019年産
  - モーニングショー（栄冠賞）
  - アンティキティラ（花吹雪賞、若草賞、秋の鞍、佐賀ヴィーナスカップ、読売レディス杯）[40]
- 2020年産
  - フクノユリディズ（飛山濃水杯）
- 2021年産
  - ブラックバトラー（ブリーダーズゴールドジュニアカップ、北斗盃）
  - ミスカッレーラ（ローレル賞）[41]
- 2022年産
  - リコースパロー（ブリーダーズゴールドジュニアカップ、サンライズカップ）
  - キングミニスター（ジュニアグランプリ）
  - ガバナビリティー（ネクストスター東日本）

### 母の父としての主な産駒

#### グレード制重賞優勝馬
- 2018年産
  - メイショウフンジン（佐賀記念）- 父ホッコータルマエ

#### 地方重賞優勝馬
- 2018年産
  - トランセンデンス（ニューイヤーカップ、羽田盃）- 父トランセンド
- 2021年産
  - オスカーブレイン（サッポロクラシックカップ、ハヤテスプリント）- 父ダノンレジェンド[42]
- 2022年産
  - ドライブアウェイ（ネクストスター高知、兵庫クイーンセレクション）- 父フォーウィールドライブ
  - ハーフブルー（優駿スプリント）- 父サンダースノー

## 血統表
| シニスターミニスターの血統  | シニスターミニスターの血統         | シニスターミニスターの血統      | （血統表の出典）                | （血統表の出典） |
| 父系                        | シアトルスルー系                   | シアトルスルー系                | シアトルスルー系                | [ § 2 ]          |
| 父 Old Trieste 1995 栗毛    | 父の父A.P. Indy 1989 黒鹿毛        | Seattle Slew                    | Bold Reasoning                  | Bold Reasoning   |
| 父 Old Trieste 1995 栗毛    | 父の父A.P. Indy 1989 黒鹿毛        | Seattle Slew                    | My Charmer                      |                  |
| 父 Old Trieste 1995 栗毛    | 父の父A.P. Indy 1989 黒鹿毛        | Weekend Surprise                | Secretariat                     | Secretariat      |
| 父 Old Trieste 1995 栗毛    | 父の父A.P. Indy 1989 黒鹿毛        | Weekend Surprise                | Lassie Dear                     |                  |
| 父 Old Trieste 1995 栗毛    | 父の母Lovlier Linda 1980 芦毛      | Vigors                          | Grey Dawn                       | Grey Dawn        |
| 父 Old Trieste 1995 栗毛    | 父の母Lovlier Linda 1980 芦毛      | Vigors                          | Relifordie                      |                  |
| 父 Old Trieste 1995 栗毛    | 父の母Lovlier Linda 1980 芦毛      | Linda Summers                   | Crozier                         | Crozier          |
| 父 Old Trieste 1995 栗毛    | 父の母Lovlier Linda 1980 芦毛      | Linda Summers                   | Queenly Gift                    |                  |
| 母 Sweet Minister 1997 鹿毛 | 母の父The Prime Minister 1987 鹿毛 | Deputy Minister                 | Vice Regent                     | Vice Regent      |
| 母 Sweet Minister 1997 鹿毛 | 母の父The Prime Minister 1987 鹿毛 | Deputy Minister                 | Mint Copy                       |                  |
| 母 Sweet Minister 1997 鹿毛 | 母の父The Prime Minister 1987 鹿毛 | Stick to Beauty                 | Illustrious                     | Illustrious      |
| 母 Sweet Minister 1997 鹿毛 | 母の父The Prime Minister 1987 鹿毛 | Stick to Beauty                 | Hail to Beauty                  |                  |
| 母 Sweet Minister 1997 鹿毛 | 母の母Sweet Blue 1985 黒鹿毛       | Hurry Up Blue                   | Mr. Leader                      | Mr. Leader       |
| 母 Sweet Minister 1997 鹿毛 | 母の母Sweet Blue 1985 黒鹿毛       | Hurry Up Blue                   | Blue Baroness                   |                  |
| 母 Sweet Minister 1997 鹿毛 | 母の母Sweet Blue 1985 黒鹿毛       | Sugar Gold                      | Mr. Prospector                  | Mr. Prospector   |
| 母 Sweet Minister 1997 鹿毛 | 母の母Sweet Blue 1985 黒鹿毛       | Sugar Gold                      | Miss Ironside                   |                  |
| 母系(F-No.)                 | (FN:4-m)                           | (FN:4-m)                        | (FN:4-m)                        | [ § 3 ]          |
| 5代内の近親交配             | Hail to Reason5･5（母内）=6.25%    | Hail to Reason5･5（母内）=6.25% | Hail to Reason5･5（母内）=6.25% | [ § 4 ]          |
| 出典                        | 1. 2. 3. 4.                        | 1. 2. 3. 4.                     | 1. 2. 3. 4.                     | 1. 2. 3. 4.      |